# Europacup I 1958/59
De 4de editie van de Europacup I werd voor de 4de opeenvolgende keer gewonnen door Real Madrid CF, het was een heruitgave van de eerste finale en ook dit keer moest het Franse Stade de Reims het onderspit delven.
Er namen 26 teams deel, enkel Atlético Madrid was geen kampioen, maar omdat Real als titelverdediger al geplaatst was mocht de vicekampioen opdraven.

## Voorronde
| Team #1                   | Tot.      | Team #2                | 1ste wed | 2de wed | Play-off |
| ------------------------- | --------- | ---------------------- | -------- | ------- | -------- |
| Juventus FC               | 3 - 8     | Wiener Sport-Club      | 3 - 1    | 0 - 7   |          |
| Beşiktaş JK               | walk-over | Olympiakos Piraeus     |          |         |          |
| BSC Young Boys            | walk-over | Manchester United FC   |          |         |          |
| GNK Dinamo Zagreb         | 3 - 4     | AS Dukla Praag         | 2 - 2    | 1 - 2   |          |
| KB Kopenhagen             | 5 - 5     | FC Schalke 04          | 3 - 0    | 2 - 5   | 1 - 3    |
| Atlético de Madrid        | 13 - 1    | Drumcondra FC          | 8 - 0    | 5 - 1   |          |
| SC Wismut Karl-Marx-Stadt | 4 - 4     | Petrolul Ploiești      | 4 - 2    | 0 - 2   | 4 - 0    |
| Jeunesse Esch             | 2 - 2     | IFK Göteborg           | 1 - 2    | 1 - 0   | 1 - 5    |
| Polonia Bytom             | 0 - 6     | MTK Boedapest          | 0 - 3    | 0 - 3   |          |
| DOS Utrecht               | 4 - 6     | Sporting Portugal      | 3 - 4    | 1 - 2   |          |
| Standard Luik             | 6 - 3     | Heart of Midlothian FC | 5 - 1    | 1 - 2   |          |
| Ards FC                   | 3 - 10    | Stade de Reims         | 1 - 4    | 2 - 6   |          |

- Real Madrid, Wolverhampton, CDNA Sofia en HPS Helsinki waren vrij in de voorronde.

## Eerste ronde
| Team #1                    | Tot.  | Team #2                   | 1ste wed | 2de wed | Play-off |
| -------------------------- | ----- | ------------------------- | -------- | ------- | -------- |
| Wiener Sport-Club          | 3 - 2 | AS Dukla Praag            | 3 - 1    | 0 - 1   |          |
| Real Madrid CF             | 3 - 1 | Beşiktaş JK               | 2 - 0    | 1 - 1   |          |
| Atlético Madrid            | 2 - 2 | CDNA Sofia                | 2 - 1    | 0 - 1   | 3-1      |
| Wolverhampton Wanderers FC | 3 - 4 | FC Schalke 04             | 2 - 2    | 1 - 2   |          |
| BSC Young Boys             | 6 - 2 | MTK Boedapest             | 4 - 1    | 2 - 1   |          |
| IFK Göteborg               | 2 - 6 | SC Wismut Karl-Marx-Stadt | 2 - 2    | 0 - 4   |          |
| Sporting Portugal          | 2 - 6 | Standard Luik             | 2 - 3    | 0 - 3   |          |
| Stade de Reims             | 7 - 0 | HPS Helsinki              | 4 - 0    | 3 - 0   |          |

## Kwartfinale
| Team #1           | Tot.  | Team #2                   | 1ste wed | 2de wed | Play-off |
| ----------------- | ----- | ------------------------- | -------- | ------- | -------- |
| Wiener Sport-Club | 1 - 7 | Real Madrid CF            | 0 - 0    | 1 - 7   |          |
| Atlético Madrid   | 4 - 1 | FC Schalke 04             | 3 - 0    | 1 - 1   |          |
| BSC Young Boys    | 2 - 2 | SC Wismut Karl-Marx-Stadt | 2 - 2    | 0 - 0   | 2-1      |
| Standard Luik     | 2 - 3 | Stade de Reims            | 2- 0     | 0- 3    |          |

## Halve finale
| Team #1        | Tot.  | Team #2         | 1ste wed | 2de wed | Play-off |
| -------------- | ----- | --------------- | -------- | ------- | -------- |
| Real Madrid CF | 2 - 2 | Atlético Madrid | 2 - 1    | 0 - 1   | 2-1      |
| BSC Young Boys | 1 - 3 | Stade de Reims  | 1 - 0    | 0 - 3   |          |

## Finale
| Team #1        | Res.  | Team #2        |
| -------------- | ----- | -------------- |
| Real Madrid CF | 2 - 0 | Stade de Reims |

Neckarstadion, Stuttgart
3 juni 1959
Opkomst: 80 000 toeschouwers

Scheidsrechter: Albert Dusch (West-Duitsland)

Scorers: 1' Enrique Mateos 1-0, 47' Alfredo Di Stéfano 2-0
Real Madrid (trainer Luis Carniglia):

Rogelio Antonio Domínguez; Marcos Alonso Marquitos, José Santamaría, José María Zárraga (c); Juan Santisteban, Antonio Ruiz; Raymond Kopa, Enrique Mateos, Alfredo Di Stéfano, Héctor Rial, Francisco Gento

Stade de Reims (trainer Albert Batteux):

Dominique Colonna; Bruno Rodzik, Robert Jonquet (c), Raoul Giraudo; Armand Penverne, Michel Leblond; Robert Lamartine, René Bliard, Just Fontaine, Roger Piantoni, Jean Vincent

## Kampioen
| Europacup I – Seizoen 1958/59 |
| ----------------------------- |
| Real Madrid CF 4de titel      |